# 愉悦站 (巴黎地铁)
愉悅站（法語：Gaîté）是巴黎地鐵的一個車站。愉悅站位於巴黎十四區，開業於1937年1月21日，最初是巴黎地鐵14號線的車站，1976年11月9月改為巴黎地鐵13號線的車站。站名系取自於愉悅路。 

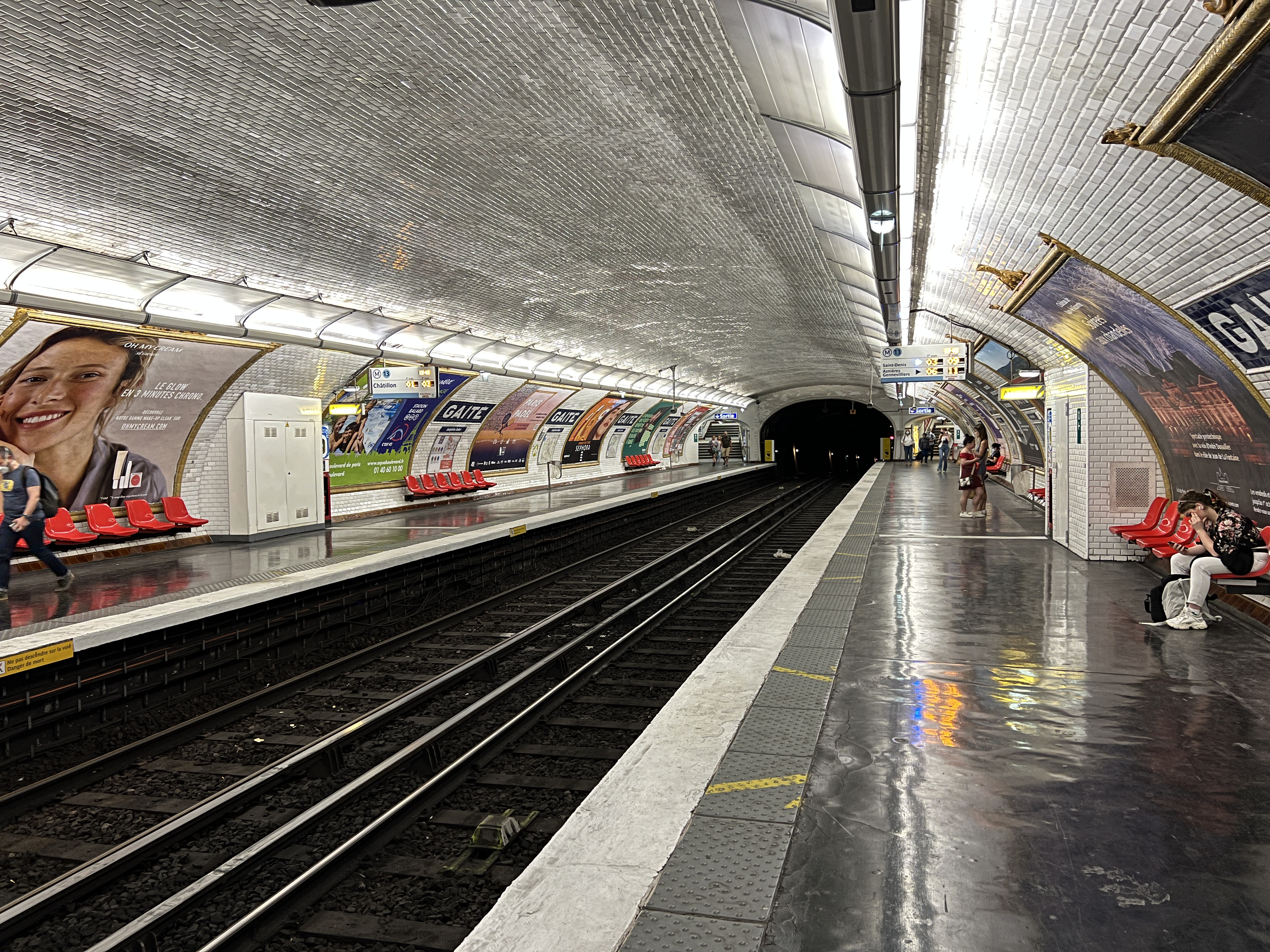
月台（2022年7月）

## 車站結構
| 街道層     |                    |                                              |
| B1         | 夾層               |                                              |
| 13號線月台 | 側式月台，右側開門 | 側式月台，右側開門                           |
| 13號線月台 | 北行               | 往莱库尔蒂耶/聖但尼大學（蒙帕纳斯-比安弗尼） |
| 13號線月台 | 南行               | 往沙蒂永-蒙魯日（佩尔内蒂）                  |
| 13號線月台 | 側式月台，右側開門 |                                              |